# میسانو آدریاتیکو
میسانو آدریاتیکو (به ایتالیایی: Misano Adriatico) یک کومونه در ایتالیا است که در استان ریمینی واقع شده‌است.

## خصوصیات
میسانو آدریاتیکو ۲۲٫۴۳ کیلومترمربع مساحت و ۱۱٬۴۸۵ نفر جمعیت دارد و ۲۰۰ متر بالاتر از سطح دریا واقع شده‌است.